# Figites capitulatus
Figites capitulatus är en stekelart som beskrevs av Thomson 1862. Figites capitulatus ingår i släktet Figites, och familjen glattsteklar. Arten är reproducerande i Sverige.